# Parun (Ort)
Parun (paschtunisch پارون) ist das administrative Zentrum der afghanischen Provinz Nuristan und des gleichnamigen Distrikts, der 2004 aus dem Distrikt Wama herausgelöst wurde.

## Lage
Es liegt etwa 180 km nordöstlich von Kabul, 60 km von der Grenze nach Pakistan entfernt. Die Hauptverkehrsverbindung nach Parun ist die Straße nach Asadabad. Es gibt keine ausgebaute Verbindung in den Osten und Westen von Nuristan.

## Infrastruktur
Parun ist das strukturelle und funktionelle Zentrum der Administration Nuristans und besteht vor allem aus Verwaltungseinrichtungen. Das Polizeihauptquartier, das Büro des Gouverneurs und verschiedene andere öffentliche Einrichtungen befinden sich dort. Der Ausbau dieser Strukturen hat hohe Priorität für die Provinzregierung. Nur etwa 50 Menschen leben ständig in Parun.

## Geschichte
Am 10. Mai 2011 griffen circa 400 Aufständische die Polizeikaserne in Parun an, wobei 23 von ihnen getötet worden sein sollen. General Shams-ul Rahman Zahid, der Polizeikommandant der Provinz Nuristan, bestätigte den Angriff auf die Basis und verschiedene Checkpoints und erklärte, dass NATO und afghanische Streitkräfte zu Hilfe gerufen wurden. Die Taliban übernahmen die Verantwortung für den Überfall.